# Zsófia Gottschall
Zsófia Gottschall (ur. 7 kwietnia 1978 w Budapeszcie) – węgierska biathlonistka i biegaczka narciarska. Uczestniczka zimowych igrzysk olimpijskich w 2002 i zimowych igrzysk olimpijskich w 2006.

## Wyniki

### Igrzyska olimpijskie
| Miejsce | Rok  | Miejscowość | Konkurencja                | Strzelanie | Czas biegu | Strata   | Zwycięzca               | Przypisy |
| ------- | ---- | ----------- | -------------------------- | ---------- | ---------- | -------- | ----------------------- | -------- |
| 82.     | 2006 | Turyn       | sprint na 7,5 km           | 6          | 31:09,1    | +8:37,7  | Florence Baverel-Robert | [ 1 ]    |
| 80.     | 2006 | Turyn       | bieg indywidualny na 15 km | 8          | 1:08:17,3  | +18:53,2 | Swietłana Iszmuratowa   | [ 2 ]    |

### Mistrzostwa Świata
| Miejsce | Rok  | Miejscowość       | Konkurencja                | Strzelanie | Czas biegu | Strata   | Zwycięzca         | Przypisy |
| ------- | ---- | ----------------- | -------------------------- | ---------- | ---------- | -------- | ----------------- | -------- |
| 72.     | 2000 | Oslo-Holmenkollen | sprint na 7,5 km           | 4          | 27:24,4    | +6:32,5  | Liv Grete Poirée  | [ 3 ]    |
| 71.     | 2000 | Oslo-Holmenkollen | bieg indywidualny na 15 km | 10         | 1:04:12,4  | +18:41,5 | Corinne Niogret   | [ 4 ]    |
| 82.     | 2004 | Oberhof           | sprint na 7,5 km           | 5          | 34:52,7    | +9:01,7  | Liv Grete Poirée  | [ 5 ]    |
| 77.     | 2004 | Oberhof           | bieg indywidualny na 15 km | 6          | 1:03:50,1  | +14:07,1 | Olga Miedwiedcewa | [ 6 ]    |
| 90.     | 2005 | Hochfilzen        | sprint na 7,5 km           | 2          | 28:08,6    | +6:10,0  | Uschi Disl        | [ 7 ]    |